# White Light, White Heat, White Trash
White Light, White Heat, White Trash is het vijfde studioalbum van de Amerikaanse punkband Social Distortion. Het album werd uitgegeven op 17 september 1996 op lp, cd en cassette via het platenlabel 550 Music in samenwerking met Epic Records, de moederonderneming van 550 Music. Met dit album keerde de band weer terug naar diens oorspronkelijke harde punkgeluid. Het werd over het algemeen goed ontvangen.
White Light, White Heat, White Trash is het laatste studioalbum van Social Distortion waar de oorspronkelijke gitarist van de band, Dennis Danell, op te horen is. Danell heeft nog wel meegewerkt aan het livealbum Live at the Roxy (1998). Het is tevens het laatste album van de band dat via Epic Records is uitgegeven.

## Nummers
Het laatste nummer, "Under My Thumb", is een hidden track. Het is een cover van The Rolling Stones en werd oorspronkelijk door Social Distortion opgenomen en uitgegeven in 1982.
1. "Dear Lover" - 4:43
2. "Don't Drag Me Down" - 3:51
3. "Untitled" - 4:45
4. "I Was Wrong" - 3:58
5. "Through These Eyes" - 3:15
6. "Down on the World Again" - 3:22
7. "When the Angels Sing" - 4:15
8. "Gotta Know the Rules" - 3:28
9. "Crown of Thorns" - 4:15
10. "Pleasure Seeker" - 3:33
11. "Down Here (With the Rest of Us)" - 4:19
12. "Under My Thumb" (cover van The Rolling Stones) - 2:49

## Band
De drumpartijen op White Light, White Heat, White Trash worden verzorgd door Deen Castronovo. Chuck Biscuits, die niet aan het album heeft meegewerkt, wordt op het album echter genoemd als bandlid.
- Mike Ness - zang, gitaar
- Dennis Danell - gitaar
- John Maurer - basgitaar
- Chuck Biscuits - drums